# Funny or Die presenta: L'arte di fare affari di Donald Trump - Il film
Funny or Die presenta: L'arte di fare affari di Donald Trump - Il film (Donald Trump's The Art of the Deal: The Movie) è un film del 2016 diretto da Jeremy Konner.
Film parodia prodotto da Funny or Die, è basato sul libro autobiografico del 1987 Trump: L'arte di fare affari (Trump: The Art of the Deal) ed è stato distribuito in occasione delle elezioni primarie del Partito Repubblicano del 2016.
In Italia è stato reso disponibile sottotitolato su Netflix dal 3 settembre 2016.

## Produzione e distribuzione
Il film è introdotto da Ron Howard che presenta l'opera come un film TV autobiografico del 1988 scritto, diretto e interpretato dallo stesso Donald Trump. Il ruolo di Trump è affidato a Johnny Depp. Il film vede la partecipazione di Henry Winkler, Alfred Molina e Christopher Lloyd.